# Bancali
Bancali è una frazione del comune di Sassari, conosciuta per l'omonimo carcere.

## Monumenti e luoghi d'interesse

### Il carcere
Il carcere di Bancali è stato aperto nel 2013 e da allora ha ospitato criminali conosciuti come Leoluca Bagarella che nella prigione sta scontando 13 ergastoli; Giuseppe Mastini e Settimo Mineo, rinchiuso con il 41 bis.

### Chiesa di San Gavino Martire in Bancali
La chiesa di San Gavino in Bancali è stata costruita per dare ai contadini che abitavano nei dintorni di Bancali l'assistenza religiosa. L'idea venne nel 1936 a padre Manzella, che prima della costruzione della chiesa, celebrava la messa nelle case in cui veniva ospitato. Si impegnò nella costituzione di un Comitato per la costruzione della chiesa, donando le prime monete di tasca propria. La prima pietra venne posata il 14 giugno 1936, e dopo quasi 20 anni, il 25 ottobre 1955 venne completata e l'allora Arcivescovo di Sassari Arcangelo Mazzotti eresse canonicamente la nuova Parrocchia.